# Marcelo Larrondo
Marcelo Larrondo, vollständiger Name Marcelo Alejandro Larrondo Páez, (* 16. August 1988 in Tunuyán, Argentinien) ist ein chilenischer Fußballspieler.

## Karriere
Larrondo begann seine Karriere in seiner Heimat in Argentinien bei River Plate. Zur Saison 2007/08 wurde er in den Profikader aufgenommen, jedoch in keiner Ligapartie für River Plate eingesetzt. Im selben Jahr wechselte er zum uruguayischen Zweitligisten Club Atlético Progreso. Am 1. September 2008 gab die AC Siena die leihweise Verpflichtung des Angreifers bekannt. Den Toskanern wurde zudem eine Kaufoption zugesichert. Seine erste Spielzeit in Siena verbrachte der Argentinier in der Jugendabteilung.
Zur Saison 2009/10 erfolgte die Aufnahme in die erste Mannschaft, für die Larrondo am 1. November 2009 im Heimspiel gegen Lazio Rom debütierte, als er wenige Minuten vor dem Ende der Partie für Paul Codrea eingewechselt wurde. Sein erstes Tor in der Serie A erzielte er bei seinem siebten Einsatz am 21. März 2010 gegen den FC Bologna, als er bereits nach 10 Minuten den einzigen Treffer der Partie erzielte.
Insgesamt absolvierte er für Siena 59 Ligaspiele und schoss drei Tore. Zuletzt kam er dort am 16. Dezember 2012 in der Partie gegen den AC Florenz zum Einsatz. Spätestens ab Februar 2013 gehörte er dem Kader des letzten Pflichtspielgegners an und bestritt bis Ende der Spielzeit 2013/14 sieben Erstligabegegnungen, bei denen er zweimal ins gegnerische Tor traf. Die Saison 2013/14 und darüber hinaus bis mindestens Ende November 2014 war er Spieler des FC Turin, für den er insgesamt zehnmal in der Liga auf dem Platz stand und ein Tor erzielte. In jener Spielzeit kehrte er dann im Januar 2015 auf Leihbasis nach Argentinien zurück und setzte seine Karriere beim CA Tigre fort. Er lief in 13 Erstligaspielen auf und schoss drei Tore. Seit Juli 2015 war Rosario Central sein Arbeitgeber. Dort absolvierte er 16 Erstligapartien (zehn Tore) und vier Spiele (kein Tor) in der Copa Argentina und eine Begegnung (ein Tor) in der Copa Libertadores 2016. Im Juli 2016 wechselte er zunächst zu Montreal Impact. Zwölf Tage später folgte ein Transfer zu River Plate, für den er seither (Stand: 25. September 2016) zwei Erstligaspiele (kein Tor) bestritt.

## Erfolge
River Plate
- Sieger der Copa Argentina: 2015/16
- Sieger der Recopa Sudamericana: 2015/16